# Molophilus (Molophilus) procax
Molophilus (Molophilus) procax is een tweevleugelige uit de familie steltmuggen (Limoniidae). De soort komt voor in het Neotropisch gebied.